# Bulgária közlekedése

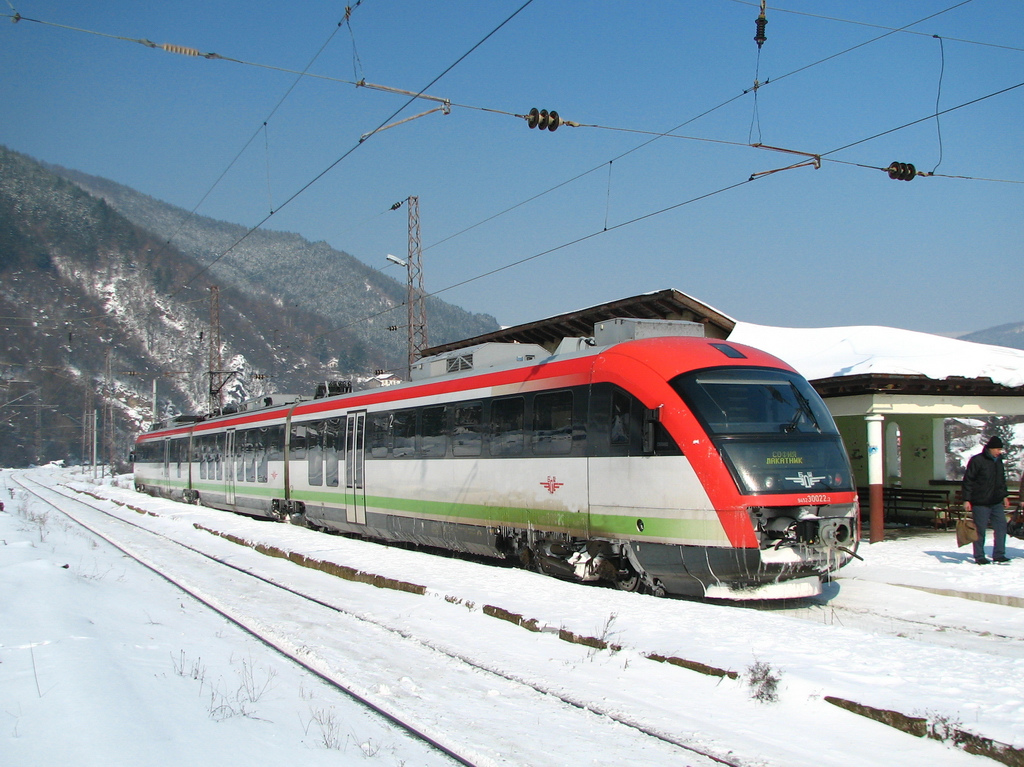
Siemens Desiro típusú vonat a Szófia–Lakatnik vonalon

Bulgária közlekedésének legmeghatározóbb eleme a közúti közlekedés, bár az aszfaltozott utak nagy része a legalacsonyabb minősítésű kategóriába tartozik. 2014 decemberében 610 kilométernyi autópályával rendelkezett az ország.
A távolsági közlekedésben nagy szerepe van a buszjáratoknak, melyeket állami és magántársaságok üzemeltetnek. Szófiából a távolsági buszok a Központi, Déli és a Nyugati buszpályaudvarról indulnak. Vidéken iránytaxik közlekednek a kisebb települések között.
A vasúti közlekedés jórészt elavult, az átlagsebesség igen alacsony, bár a vonalak felújítására és gyorsítására irányuló törekvéseket tesz a kormány. Az állami vasúttársaság a Bolgár Államvasutak, de magántársaságok is jelen vannak, mint a Bulgarian Railway Company, vagy a DB Schenker Rail Bulgaria. A szófiai metró két vonallal rendelkezik, a harmadikat 2016-ban kezdték el építeni.
A légi utasforgalom a 2000-es évek eleje óta folyamatosan nő, amihez hozzájárult a szófiai repülőtér bővítése és új célállomások bevezetése is. A nemzeti légitársaság a Bulgaria Air, emellett magán, charterjáratokat üzemeltető társaságok is jelen vannak, melyek belföldi és nemzetközi forgalmat is bonyolítanak.
Bulgária vízi közlekedésében a dunai és a fekete-tengeri kikötők játszanak jelentős szerepet. A két legnagyobb kikötő a várnai és a burgaszi.

## Közúti közlekedés

Bulgária autópálya- és főúttérképe

A 2000-es évek elején Bulgária 37 300 kilométernyi úttal rendelkezett, ebből mintegy 3000 km kivételével mindegyik aszfaltozott volt, de csaknem a fele (kb. 18 000 km) a legalacsonyabb szintű kövesút kategóriába esett. 2000-ben 324 kilométer autópályával rendelkezett az ország. 2014 decemberében 610 kilométernyi autópálya volt, a nemzeti utaknak pedig 98%-a volt aszfaltozott.
Az európai úthálózat több vonala is áthalad Bulgárián, az E70, az E79, az E80, az E83, az E85, az E87. 2013-ban átadták a Vidin–Calafat hidat, mely Romániával köti össze az országot. A hidat a közúti szállítás megkönnyítése végett építették.
2013-ban Bulgáriában több mint 2,9 millió személyautót tartottak nyilván, ami öt év alatt 16%-os növekedést jelentett.

### Autópályák és főutak

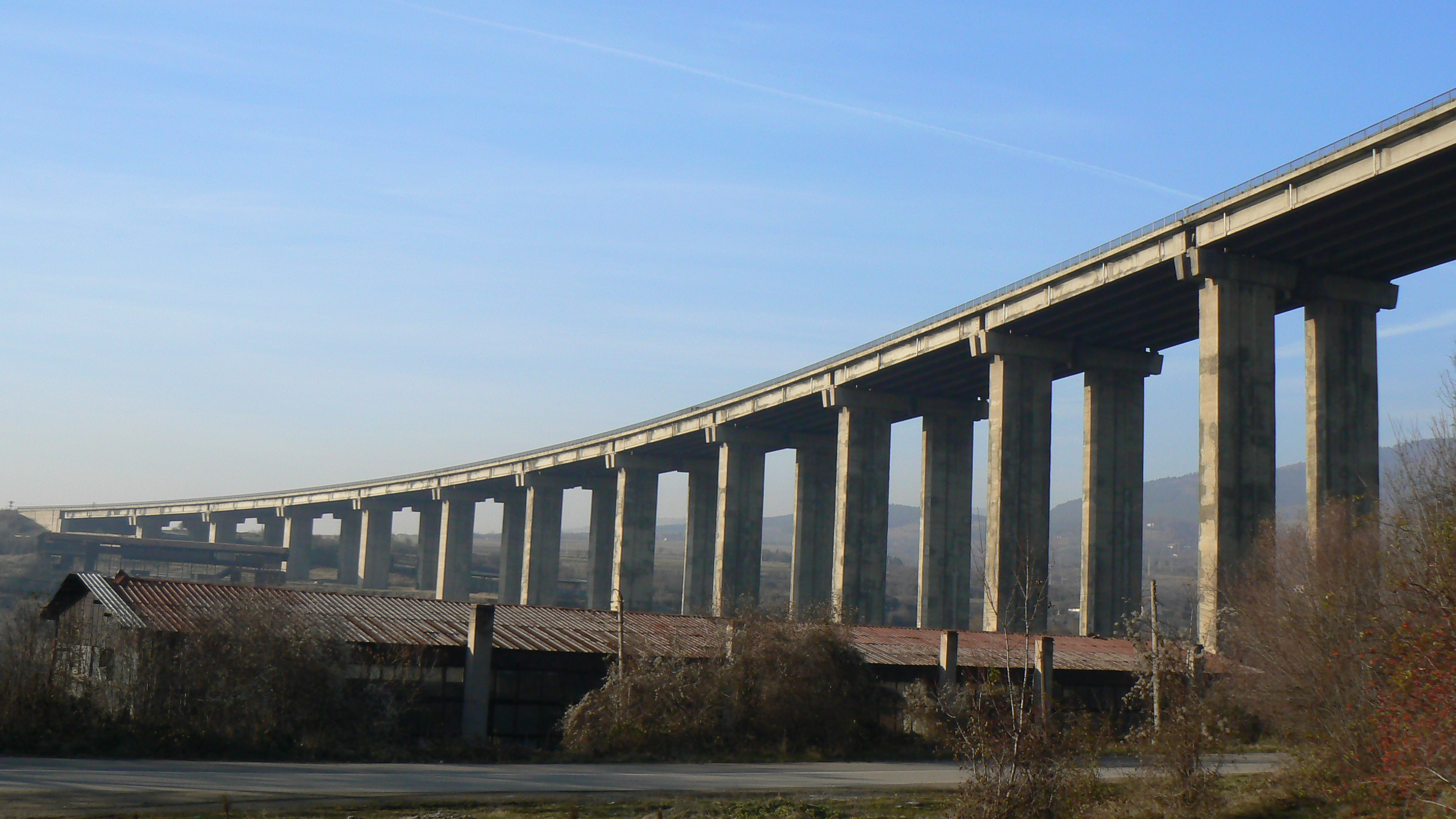
A Hemusz autópálya viaduktja

Autópályák
- Trákia autópálya: Szófia – Plovdiv – Sztara Zagora – Jambol – Karnobat – Burgasz
- Hemusz autópálya: Szófia – Jablanica – Sumen – Várna
- Sztruma autópálya: (Szófia) Perniktől Kulatáig (Görögország) (építés folyamatban)
- Marica autópálya: Csirpantól Kapitan Andreevóig (Törökország)
- Fekete-tengeri autópálya: Várnától Burgaszig (építés alatt)
- Ljulin autópálya: Szófiától Pernikig
- Kalotina autópálya: Szófia – Kalotina (Szerbia) (tervezett)
- Északi elkerülő autópálya (építés alatt)
- Veliko Tarnovo–Rusze autópálya: Veliko Tarnovo – Rusze (Románia) (tervezett)

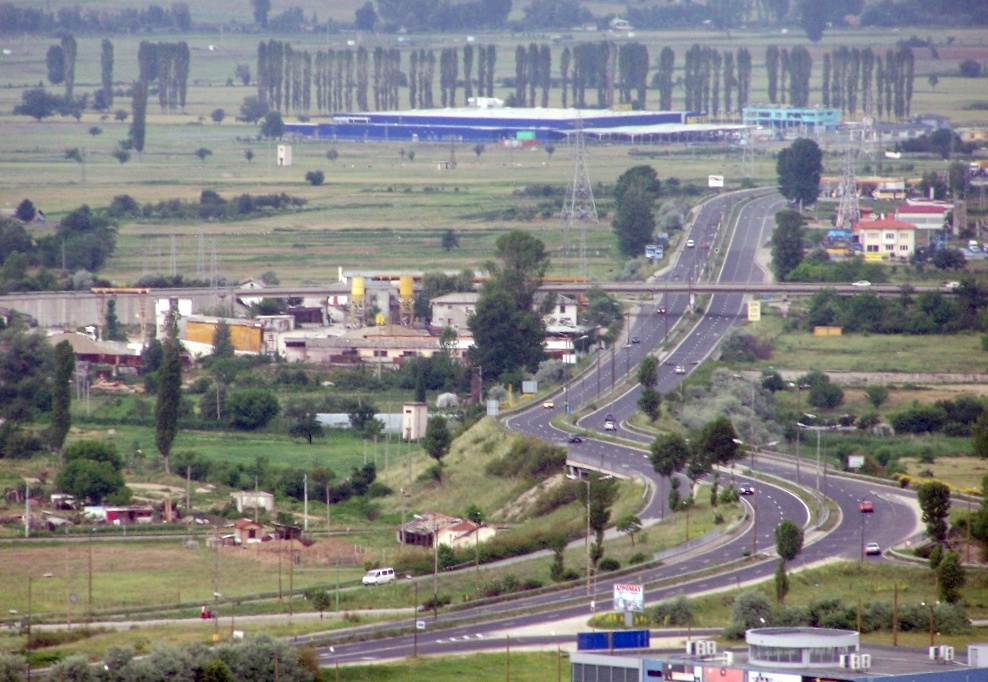
Az I-1-es főút Blagoevgradnál, az E79-es európai út részeként

Főutak
- I-1-es főút
- I-2-es főút
- I-3-as főút
- I-4-es főút
- I-5-ös főút
- I-6-os főút
- I-7-es főút
- I-8-as főút
- I-9-es főút
- Szófiai körgyűrű

### Távolsági tömegközlekedés
Az autóbusz kedvelt távolsági tömegközlekedési eszköz Bulgáriában. Szófiából a távolsági buszok a Központi, Déli és Nyugati buszpályaudvarról indulnak, a nemzetközi járatokat jobbára a Szerdika buszpályaudvar szolgálja ki. Az állami buszok mellett járatokat magántársaságok is üzemeltetnek (például Union-Ivkoni, Biomet, Etap-Grup), a jegyeket ezek irodáiban, a pályaudvarokon és a buszsofőrnél is meg lehet venni. Néhány társaság esetében online is lehet jegyet foglalni. A nemzetközi célállomások között van Szaloniki, Isztambul, Bukarest, Szkopje és Belgrád. A fővárosban és vidéken is működnek iránytaxik (marsrutka); vidéken kisebb falvakat, népszerű üdülőhelyeket kötnek össze.

## Vasúti közlekedés

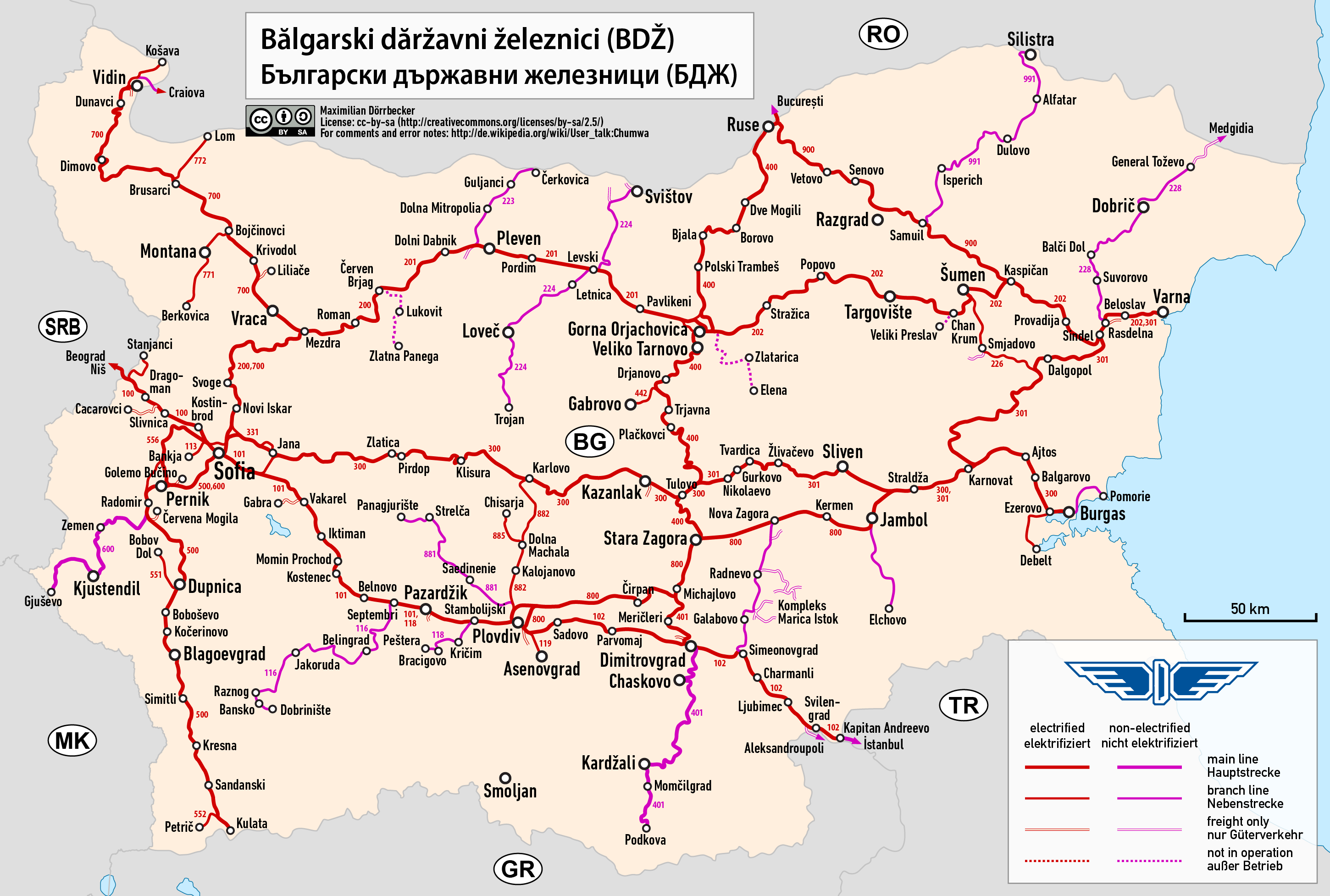
Bulgária vasúti térképe

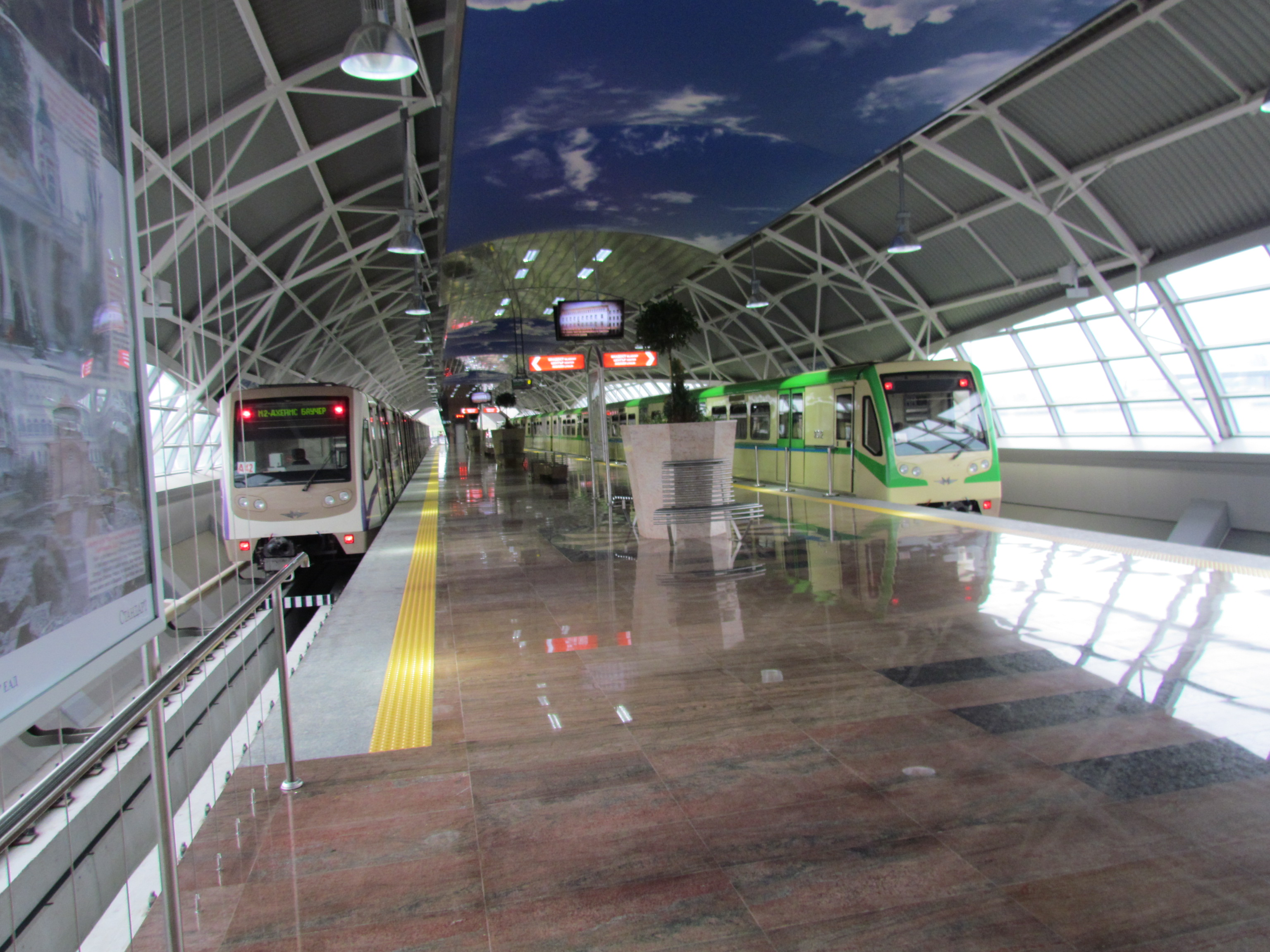
Szófiai repülőtér állomás a szófiai metrón

Bulgáriának 2005-ben mintegy 6238 kilométernyi vasúthálózata volt, ebből 4316 kilométer volt fővonal. A fő közlekedési csomópont a főváros, Szófia. Bulgária vasúti rendszere nemigen bővült az 1980-as évek óta, 2014-ben 4023 kilométernyi fővonallal rendelkezett, és Európa egyik legkevésbé hatékony hálózataként tartják számon, felújításokat azonban végeznek.
A bolgár vonalak átlagsebessége 47 km/h, ami rendkívül alacsonynak számít. 2012-ben a Plovdiv–Dimitrovgrad vonalon 160 km/h-ra emelték a sebességet a vonal felújítását követően. További hasonló fejlesztések vannak tervben.
A 2000-es évek közepén a vasút továbbra is fontos teherszállítási módnak bizonyult, azonban a felmerülő karbantartási és sebességet érintő problémák miatt az autópályák egyre inkább átveszik a helyét. Az állami vasúttársaság a Bolgár Államvasutak, de magántársaságok is jelen vannak, mint a Bulgarian Railway Company, vagy a DB Schenker Rail Bulgaria.
2014-ben a bolgár vasutak 13 690 000 tonna árut és mintegy 24 627 000 embert szállítottak.
1998-ban adták át a szófiai metró első hat kilométeres szakaszát. Ezt később bővítették, majd 2012-ben átadták a második, 11 állomásos vonalat. 2015 áprilisában egy öt kilométeres, négy állomásos szakasszal bővült az első vonal a szófiai repülőtérig. 2016-ban megkezdődött a harmadik vonal építése.

## Vízi közlekedés

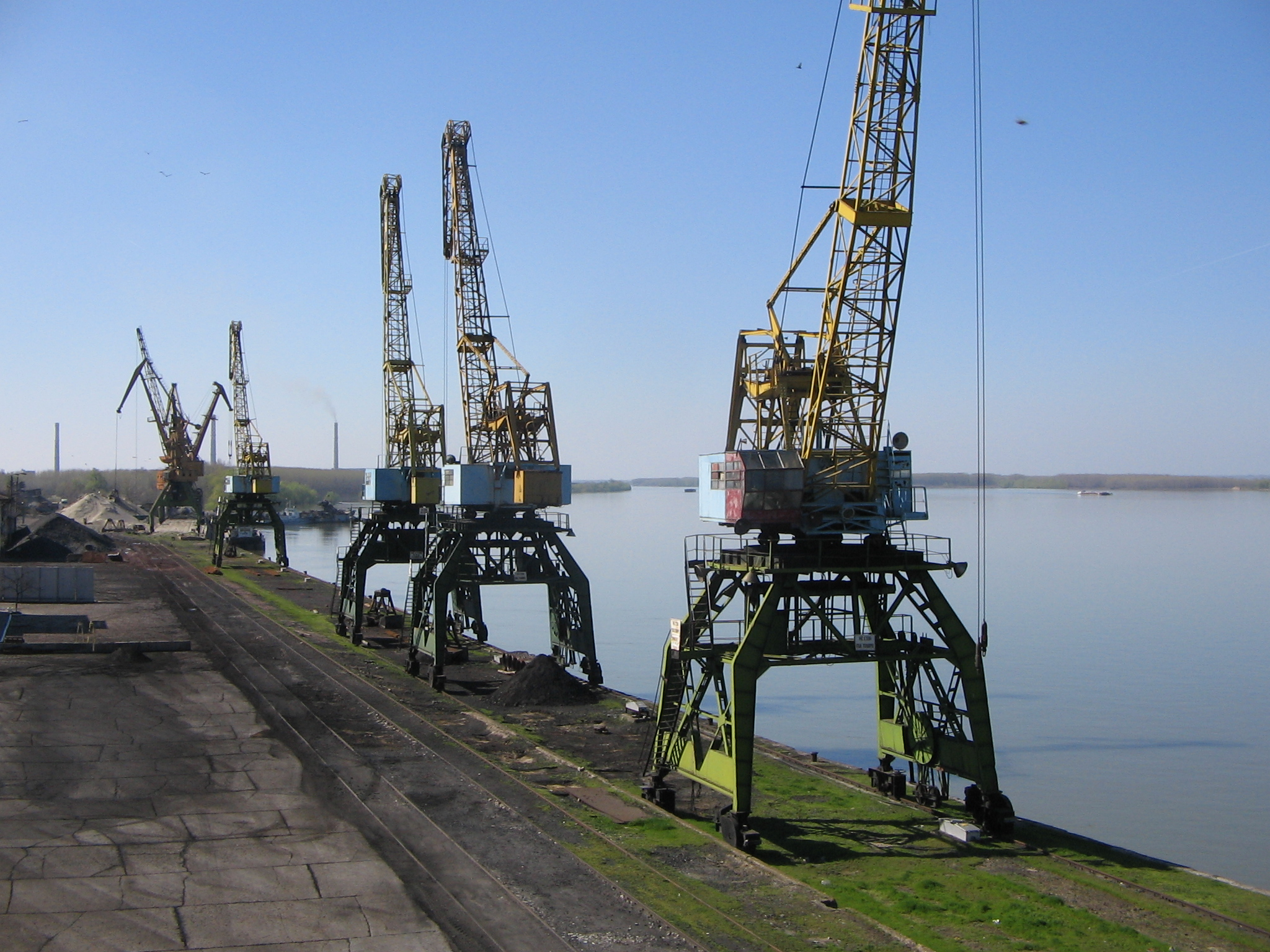
Szvistov teherkikötője

Bulgária vízi közlekedésében a dunai és a fekete-tengeri kikötők játszanak jelentős szerepet. A két legnagyobb kikötő a várnai és a burgaszi. Romániába a Durankulaknál lévő, Törökországba pedig a rezovói átkelőnél lehet átlépni vízi úton. Állami és magáncégek is üzemeltetnek személy- és teherszállító hajókat, kompokat. Főbb folyami kikötők Rusze, Vidin, Lom, Szilisztra, Tutrakan, Szvistov, Nikápoly, Belene és Orjahovo; a tengeri kikötők közül jelentősebbek még Ahtopol, Neszebar,  Carevo, Szozopol, Pomorie, Kavarna és Balcsik. A folyókon 2014-ben 4 529 000 tonna áruforgalom haladt át, a tengeri kikötők pedig 27 235 000 tonna forgalmat bonyolítottak. 2010-es adatok szerint Bulgária kereskedelmi flottája 22 hajóból állt.

## Légi közlekedés

A szófiai repülőtér 2-es terminálja

Miután a szófiai repülőtér második terminálját is megnyitották, az országos légi utasforgalom 6 595 790 főre nőtt 2008-ban, 2011-re pedig 6 894 054 főre emelkedett. A nagyobb utasforgalom egyik oka a reptéri bővítés mellett a nemzetközi célállomások számának növekedése volt. 2014-ben a repülőterek összesen 7 728 612 utast és 23 101 tonnányi szállítmányt kezeltek.
A légi közlekedés korábban jóval kevesebb utast szolgált ki, valamint a teherszállításban is elenyésző szerepet játszott, 2001-ben csupán 860 000 utas vette igénybe. 2013-ban Bulgáriában 68 repülőteret tartottak nyilván, ebből 57 rendelkezett aszfaltozott kifutóval. A repülőterek közül a szófiai és a burgaszi rendelkezik 3000 méternél hosszabb kifutóval, helikopter-repülőtérből pedig négy van az országnak. A várnai és a burgaszi repülőtér jobbára charterjáratokat és belföldi forgalmat bonyolít. Az 1947 óta működő Balkan Bulgarian Airlinest 2002-ben a Bulgaria Air váltotta fel, melyet 2006-ban privatizáltak. A Bulgaria Air 2004-ben 365 475, 2014-ben 897 422 utast szállított nemzetközi útvonalakon. A nemzeti légitársaság mellett több charterszolgáltató is van az országban, például az Air VIA, a BH Air, a Bulgarian Air Charter, vagy a Heli Air Services.
| #        | Repülőtér                    | Város            | IATA / ICAO | Utasforgalom 2015 (fő) |
| -------- | ---------------------------- | ---------------- | ----------- | ---------------------- |
| 1.       | Szófiai repülőtér            | Szófia           | SOF / LBSF  | 4 064 755              |
| 2.       | Burgaszi repülőtér           | Burgasz          | BOJ / LBBG  | 2 336 752              |
| 3.       | Várnai repülőtér             | Várna            | VAR / LBWN  | 1 382 862              |
| 4.       | Plovdivi repülőtér           | Plovdiv          | PDV / LBPD  | 103 300                |
| 5.       | Gorna Orjahovica-i repülőtér | Gorna Orjahovica | GOZ / LBGO  | 495                    |
| Összesen | Összesen                     | Összesen         | Összesen    | 7 888 164              |

## Fordítás
Ez a szócikk részben vagy egészben  a   Transport in Bulgaria című angol Wikipédia-szócikk ezen változatának fordításán alapul.  Az eredeti cikk szerkesztőit annak laptörténete sorolja fel. Ez a jelzés csupán a megfogalmazás eredetét és a szerzői jogokat jelzi, nem szolgál a cikkben szereplő információk forrásmegjelöléseként.